# بندتو بونفیلیی
بندتو بونفیلیی (ایتالیایی: Benedetto Bonfigli; ‏۱۴۲۰ – ۸ ژوئیهٔ ۱۴۹۶) نقاش اهل ایتالیا بود. وی معلم پیترو پروجینو بود.